# ニルバナ
『ニルバナ』は、日本の歌手Tiaの4枚目のシングル。ryo (supercell) がプロデュースしており、2015年11月25日に発売された。

## 概要
前作『The Glory Days』から約1年1か月ぶりのリリース。
表題曲はテレビアニメ『ノラガミ ARAGOTO』のエンディングテーマに起用されており、Tiaとしては「ハートリアライズ」に引き続く2度目のタイアップとなった。レコーディングについてTiaは「イメージした音の完成形へ近づけるために、声の出方や作り方の仕組みを考えながら約200回行った」と語っている。
発売形態は、初回生産限定盤 (EYCA-10628/B) と通常盤 (EYCA-10629) の2種類。初回生産限定盤は漫画家・イラストレーターの優の描き下ろしイラストのデジパック仕様となっており、『ノラガミ ARAGOTO』のノンクレジット版エンディング映像とフルサイズのスペシャル映像が収録されたDVDが付属する。

## シングル収録内容
| 全作詞・作曲: ryo（supercell）。 |                                   |                  |                  |      |
| #                                | タイトル                          | 作詞             | 作曲・編曲       | 時間 |
| 1.                               | 「ニルバナ」                      | ryo（supercell） | ryo（supercell） | 4:24 |
| 2.                               | 「好き好きびーむ」                | ryo（supercell） | ryo（supercell） | 3:15 |
| 3.                               | 「ニルバナ -Instrumental-」       | ryo（supercell） | ryo（supercell） | 4:23 |
| 4.                               | 「好き好きびーむ -Instrumental-」 | ryo（supercell） | ryo（supercell） | 3:14 |
| 合計時間:                        | 合計時間:                         | 15:16            |                  |      |

| #  | タイトル                                                 | 作詞 | 作曲・編曲 |
| -- | -------------------------------------------------------- | ---- | ---------- |
| 1. | 「『ノラガミ ARAGOTO』ノンクレジット・エンディング映像」 |      |            |
| 2. | 「フルサイズ『ノラガミ ARAGOTO』スペシャル映像」         |      |            |